# Francesc Cairó García
Francesc Cairó García (Badalona, 1923 - Badalona, 3 de febrer de 2013), va ser un jugador de bàsquet i dirigent esportiu català. Va ser pare de Jordi Cairó, director esportiu del Joventut durant molts anys, i de Francesc Cairó, també exjugador i directiu de l'entitat verd-i-negra.
S'inicià en el món del basquetbol a l'Escola Catalana de Badalona. Va ingressar al Club Joventut Badalona el 1939 i en va desenvolupar tota una sèrie de tasques ben diverses, des de jugador en diferents categories dels equips de bàsquet, fins a tasques directives, sent secretari, vocal, vicepresident i president en funcions de l'entitat, durant més de trenta-sis anys. Fou jugador del primer equip del Joventut de Badalona les temporades 1944-45 i 1945-46. Més tard va ser membre gairebé vitalici en totes les directives del club fins a l'any 1976. Com a directiu, va tenir un paper decisiu durant l'enfrontament entre el president Mas i Daniel Fernàndez, la seva mà dreta, així com després de la dimissió de March el 1982.
La Fundació del Bàsquet Català, de la qual també formà part del patronat, el considerà històric del bàsquet català el 1997. Va morir el 3 de febrer de 2013 a Badalona.